# 小姐好白
《小姐好白》（英語：White Chicks）是2004年美國喜劇電影，由基伦·埃弗瑞·韦恩斯執導，西恩·韋恩和馬龍·韋恩擔任主演，故事講述兩名聯邦調查局黑人特工馬克斯和凱文在護送郵輪公司千金威爾遜姐妹的過程，頂替臨時拒絕出席時尚活動的姊妹倆出席活動，卻被捲入意想不到的犯罪事件。
這部電影於2004年6月23日在美國影院上映，全球票房收入為1.13億美元，預算為3,700萬美元。它在Metacritic上獲得了好壞參半的評價，並入圍了五個金酸莓獎。電影裡有關種族議題的幽默也引起爭論。自發行以來的幾年中，這部電影已被視為經典。

## 劇情
馬克斯·安東尼二世和凱文·柯普蘭是聯邦調查局的兄弟檔特工，兩者因為不慎搞砸了逮捕毒販的任務，決定將功抵罪，接下護送威爾遜郵輪公司執行長安德魯·威爾遜（Andrew Wilson）的千金蒂芬妮·威爾遜和布蘭妮·威爾遜參加漢普頓週末時尚活動的任務，然而威爾遜姊妹顧及先前在車禍中造成臉部留下輕微的疤痕，拒絕在不完美的狀態出席活動，凱文編造藉口讓姊妹倆留在酒店裡後，馬克斯和凱文喬裝成威爾遜姐妹倆，頂替她們出席時尚活動，認識了威爾遜姐妹的三名好友：麗莎·安德森、凱倫·古格斯坦、托里·威爾遜，還有身為威爾遜姐妹對手的范德格爾德姊妹：希瑟與梅根，馬克斯和凱文對於這對姊妹正被偽裝成酒店人員、同時是兄弟倆的同事文森特·戈麥茲與傑克·哈珀，還有上司埃利奧特·戈登監視毫不知情。另一方面，同時暫駐酒店的職業籃球員拉特雷爾·史賓賽開始留意起偽裝成蒂芬妮的馬克斯，凱文則對《NY1》的女性新聞記者丹妮絲·波特產生好感。
當晚在范德格爾德家的年度慈善拍賣會上，拉特雷爾獲得與蒂芬妮（馬克斯）共赴晚餐約會的機會，凱文則聽說丹妮絲喜歡有錢人、假冒拉特雷爾的身份接近她。當真正的拉特雷爾把蒂芬妮（馬克斯）帶到拉貝拉餐廳時，凱文用拉特雷爾的汽車將丹妮絲送到拉特雷爾的家，開始詢問泰德·伯頓（Ted Burton）對希瑟和梅根的父親華倫·范德格爾德的指控。 隨著凱文和丹尼絲發生了浪漫關係，馬克斯試圖拒絕拉特雷爾，但都無濟於事，兩人的共同行為讓他們受到了戈麥茲和哈珀的懷疑。
凱文和馬克斯與范德格爾德夫婦在夜總會較量舞蹈獲勝後，從凱倫口中得知華倫實際上身無分文，還持續向凱倫的父親借錢，意識到華倫是策劃綁架案的幕後黑手。翌日，真正的威爾遜姐妹發現有人冒充她們的事實，抵達漢普頓準備揭發仿冒者時，馬克斯的妻子吉娜和她的朋友肖妮絲也認為馬克斯在欺騙吉娜，戈麥茲和哈珀推理出兩個男人為了揭發威爾遜一家而冒充她們，卻在準備揭露仿冒者時意外剝去了真正的布蘭妮和蒂芬妮的衣服，蒂芬妮憤而揍了哈珀一拳，導致戈麥茲和哈珀被停職。此事令得知真相的戈登勃然大怒，解雇凱文和馬克斯，面對自己被解雇的同時可能失去吉娜的處境，馬克斯斥責凱文離經叛道的行徑總將他捲入困境之中。
凱文和馬克斯發現華倫透過他的慈善機構籌集了大筆資金後，馬克斯阻止凱文向戈登通報此事，讓他相信他們應該親自解決事件以贖罪，轉而聯絡戈麥茲和哈珀協助解決此案。兄弟倆在偽裝成威爾遜姊妹的狀態下，被選中出席活動的最後一場時裝秀，范德格爾德夫婦則因為不滿兄弟倆被他們的老闆奧布里（Aubrey）踢下台，表態支持兄弟倆。此時真正的蒂芬妮和布蘭妮也出現在會場，凱倫因為拒絕希瑟遭受冷落，令馬克斯為此出手揍了對方一拳。范德格爾德姐妹試圖妨礙凱文和馬克斯，結果反被凱倫、麗莎、托里嘲諷一番。然而，真正的威爾遜姐妹當眾揭發凱文和馬克斯假冒她們的身份，引起全場騷動，華倫藉機執行綁架計畫，卻誤抓馬克斯和布蘭妮，以致於兄弟倆開始對抗華倫參與綁架行動的朋友希斯和魯斯。華倫逮住真正的威爾遜姊妹，向他的妻子伊蓮恩（Elaine）與女兒們說明自己因為被她們發現破產的真相感到沮喪，但被丹妮絲與她的同行攝影師暗中錄下證詞。接下來的戰鬥中，凱文為了保護丹妮絲險些中彈，拉特雷爾則為保護馬克斯而受傷，華倫被凱文射中了肩膀，最終馬克斯和凱文成功逮捕華倫，戈麥茲和哈珀則逮捕了希斯和魯斯。
馬克斯、凱文、戈麥茲、哈珀向眾人坦承真實身份，拉特雷爾雖然對馬克斯實際上不是白人感到沮喪，但似乎並不在乎馬克斯身為男性的實情。案發後，戈登讓馬克斯、凱文、戈麥茲、哈珀復職，馬克斯向吉娜釐清事件真相，凱文與丹妮絲開始交往，拉特雷爾則獲得真正的蒂芬妮和布蘭妮的青睞。至於凱倫、麗莎、托里則和馬克斯、凱文維持好友關係，五人相約次日一起去購物。

## 演員
- 馬龍·韋恩：馬克斯·安東尼二世（Marcus Anthony II）
- 西恩·韋恩：凱文·柯普蘭（Kevin Copeland）
- 安妮・杜德克（英语：Anne Dudek）：蒂芬妮·威爾遜（Tiffany Wilson）
- 梅特蘭・沃德（英语：Maitland Ward）：布蘭妮·威爾遜（Brittany Wilson）
- 珍妮佛·卡本特：麗莎·安德森（Lisa Anderson）
- 碧西・飛利浦（英语：Busy Philipps）：凱倫·古格斯坦（Karen Googlestein）
- 潔西卡・考菲爾（英语：Jessica Cauffiel）：托里·威爾遜（Tori Wilson）
- 潔米·金：希瑟·范德格爾德（Heather Vandergeld）
- 布里塔妮·丹尼爾（英语：Brittany Daniel）：梅根·范德格爾德（Megan Vandergeld）
- 艾迪・瓦列茲：文森特·戈麥茲（Vincent Gomez）
- 洛奇林·莫羅：傑克·哈珀（Jack Harper）
- 弗蘭基·費森：埃利奧特·戈登（Elliott Gordon）
- 泰瑞·克魯斯：拉特雷爾·史賓賽（Latrell Spencer）
- 羅謝爾·艾茲：丹妮絲·波特（Denise Porter）
- 芳諾・宣柏（英语：Faune A. Chambers）：吉娜（Gina）
- 德魯·西德拉（英语：Drew Sidora）：肖妮絲（Shaunice）
- 約翰·赫德：華倫·范德格爾德（Warren Vandergeld）
- 約翰・里爾登（英语：John Reardon）：希斯（Heath）
- 史蒂夫·葛瑞漢（英语：Steven Grayhm）：魯斯（Russ）

## 製作
導演基伦·埃弗瑞·韦恩斯還與他的兄弟們共同撰寫並共同製作了這部電影。

### 拍攝
主體拍攝在不列顛哥倫比亞省奇利瓦克，包括不列顛哥倫比亞省漢普頓和維多利亞的外部場景。

## 評價
本片初期獲得的反響並不正面，爛番茄基於123條專業評論，評比新鮮度15%，網站影評家共識評論僅寫道：「愚蠢而明顯的散漫喜劇」，平均分數3.9/10；Metacritic則依據41條評論，獲得41分（滿分100分），代表「褒貶不一」。
隨著時間推移，本片逐漸被視為靠片經典，另一方面亦有輿論指稱本片存在著爭議，馬龍•韋恩在2022年10月接受採訪期間被問及電影是否能夠「蓬勃發展」而不陷入取消文化，回應了評論，稱道：「這個需要是存在的。如果你覺得人們並不需要尋點開心大笑、而是需要被審查和取消，那我還真不知道自己是活在什麼星球上。如果講個笑話會讓我被取消，我可感謝大家幫了個忙。讓我們不再能歡笑的社會真的很令人悲傷。我不會聽這個該死的一代人的。我不想聽從這個該死的世代，不想聽從這些該死的人、怕東怕西的執行者。你們要做你們想做的事？很好，我也會繼續用我自己的方式講笑話。你想賺點錢嗎？一起上船吧。不想的話，我也還是會想辦法自己搞。我超了解我的觀眾，他們週末來看我的秀，然後帶著爽感和笑容離開。韋恩家的鐵律：最可怕的笑話就是最好的。」

## 外部連結
- 官方网站
- 互联网电影数据库（IMDb）上《小姐好白》的资料（英文）
- AllMovie上《小姐好白》的资料（英文）
- 爛番茄上《小姐好白》的資料（英文）
- Box Office Mojo上《小姐好白》的資料（英文）